# Alexandre Bataline
Alexandre Fiodorovitch Bataline (en russe : Алекса́ндр Фёдорович Бата́лин ; en allemand : Alexander Theodorowitsch Batalin), né le 13 (1er) août 1847 à Saint-Pétersbourg et mort le 13 (1er) octobre 1896 à Saint-Pétersbourg, est un botaniste russe qui fut directeur du jardin botanique impérial de Saint-Pétersbourg.

## Biographie
Alexandre Bataline est le fils de Fiodor Bataline (1823-1895), enseignant et rédacteur de La Gazette de l'agriculture. Il passe sa prime jeunesse à Moscou jusqu'en 1860, date à laquelle il entre au lycée à Saint-Pétersbourg, puis au département de sciences naturelles de l'université de Saint-Pétersbourg qu'il termine en 1869. Il y a suivi les cours des professeurs Andreï Famintsyne (1835-1918) et Andreï Beketov (1825-1902) et fait partie de la Société des naturalistes de Saint-Pétersbourg.
Il donne des cours de botanique à l'institut des mines de 1870 à 1879. Il présente sa thèse de troisième cycle en 1872 sur l'influence de la lumière dans la formation des plantes. Il collabore avec son père à l'édition du Répertoire des agriculteurs de 1875 à 1878, puis à partir de 1879 au Calendrier et répertoire de l'agriculteur russe.
Alexandre Bataline présente sa thèse de doctorat en 1876 sur la mécanique du mouvement des plantes insectivores. Il travaille au jardin botanique impérial depuis 1870, d'abord comme jeune conservateur, puis comme chef du laboratoire biologique du jardin et après 1877, comme botaniste principal. Il est nommé en mai 1884 professeur extraordinaire de botanique à l'académie médico-militaire impériale. En 1885, il fait partie d'une commission avec d'autres botanistes pour étudier l'exploitation du thé dans le Caucase.
Il devient le premier directeur de nationalité russe (c'étaient auparavant des Allemands ou des Allemands de la Baltique) du jardin botanique impérial en 1892. Il y organise des séminaires publics, ouvre une école technique de jardinage, et fait reconstruire les serres. Il fait partie de plusieurs sociétés savantes et de commissions scientifiques dans le pays et à l'étranger.

## Travaux
Bataline est connu pour avoir publié de nombreuses monographies sur les plantes cultivables que l'on trouve dans l'Empire russe (panic, épeautre, riz, sarrasin, fèves, choux, etc.) et pour avoir été le premier à en publier un répertoire systématique avec une classification méthodique. Il étudie notamment des espèces russes de tabac, d'aulx et de lin.
Il publie également une centaine d'articles à propos de la physiologie végétale selon la systématique des plantes et leur utilisation en agriculture. Il étudie en particulier différents lins, le sorgho et la moutarde noire pour leur adaptation en culture. Bataline ouvre un laboratoire de semences sur le modèle de celui du professeur Friedrich Nobbe (de) à Tharandt en Allemagne.

## Taxons nouveaux décrits par Bataline

### Genres
- Ceratodiscus Batalin
- Corallodiscus Batalin
- Roborowskia Batalin (nom invalidé des Corydalis)

### Espèces
- Astragalus tanguticus Batalin
- Betula potaninii Batalin
- Ceratodiscus conchaefolius Batalin
- Clematis atragenoides Batalin
- Coluria henryi Batalin
- Corallodiscus conchaefolius Batalin
- Corylus tibetica Batalin
- Deutzia albida Batalin
- genre Didissandra:
  - Didissandra glandulosa Batalin
  - Didissandra primulaeflora Batalin
- Dipelta elegans Batalin
- Dipsacus chinensis Batalin
- Draba bracteata Batalin
- Glycyrrhiza inflata Batalin
- Helwingia chinensis Batalin
- Hemigraphis szechuanica Batalin
- genre Incarvillea:
  - Incarvillea berezovskii Batalin
  - Incarvillea variabilis Batalin
- Lagotis ramalana Batalin
- Larix potaninii Batalin
- genre Leptodermis:
  - Leptodermis diffusa Batalin
  - Leptodermis potaninii Batalin
  - Leptodermis umbellata Batalin
- genre Lonicera:
  - Lonicera crassifolia Batalin
  - Lonicera inconspicua Batalin
  - Lonicera minuta Batalin
  - Lonicera ovalis Batalin
  - Lonicera praeflorens Batalin
  - Lonicera szechuanica Batalin
- Nardostachys chinensis Batalin
- Ophiopogon kansuensis Batalin
- Parnassia viridiflora Batalin
- Phytolacca polyandra Batalin
- Primula gemmifera Batalin
- Prinsepia uniflora Batalin
- genre Prunus:
  - Prunus brachypoda Batalin
  - Prunus setulosa Batalin
  - Prunus szechuanaca Batalin
  - Prunus tatsienensis Batalin
- genre Pterocarya:
  - Pterocarya macroptera Batalin
  - Pterocarya paliurus Batalin
- genre Pyrus:
  - Pyrus kansuensis Batalin
  - Pyrus transitoria Batalin
- Rheum alexandrae Batalin
- genre Rhododendron:
  - Rhododendron potaninii Batalin
  - Rhododendron rufum Batalin
- Ribes maximowiczii Batalin
- Roborowskia mira Batalin
- genre Rodgersia:
  - Rodgersia aesculifolia Batalin
- Roscoea tibetica Batalin
- genre Scrophularia:
  - Scrophularia alaschanica Batalin
  - Scrophularia kansuensis Batalin
  - Scrophularia przewalskii Batalin
- Smilacina tubifera Batalin
- genre Swertia:
  - Swertia bifolia Batalin
  - Swertia dimorpha Batalin
- Valeriana flagellifera Batalin
- Veratrum bracteatum Batalin
- Veronica szechuanica Batalin
- genre Viburnum:
  - Viburnum betulifolium Batalin
  - Viburnum oliganthum Batalin
- Wikstroemia alternifolia Batalin

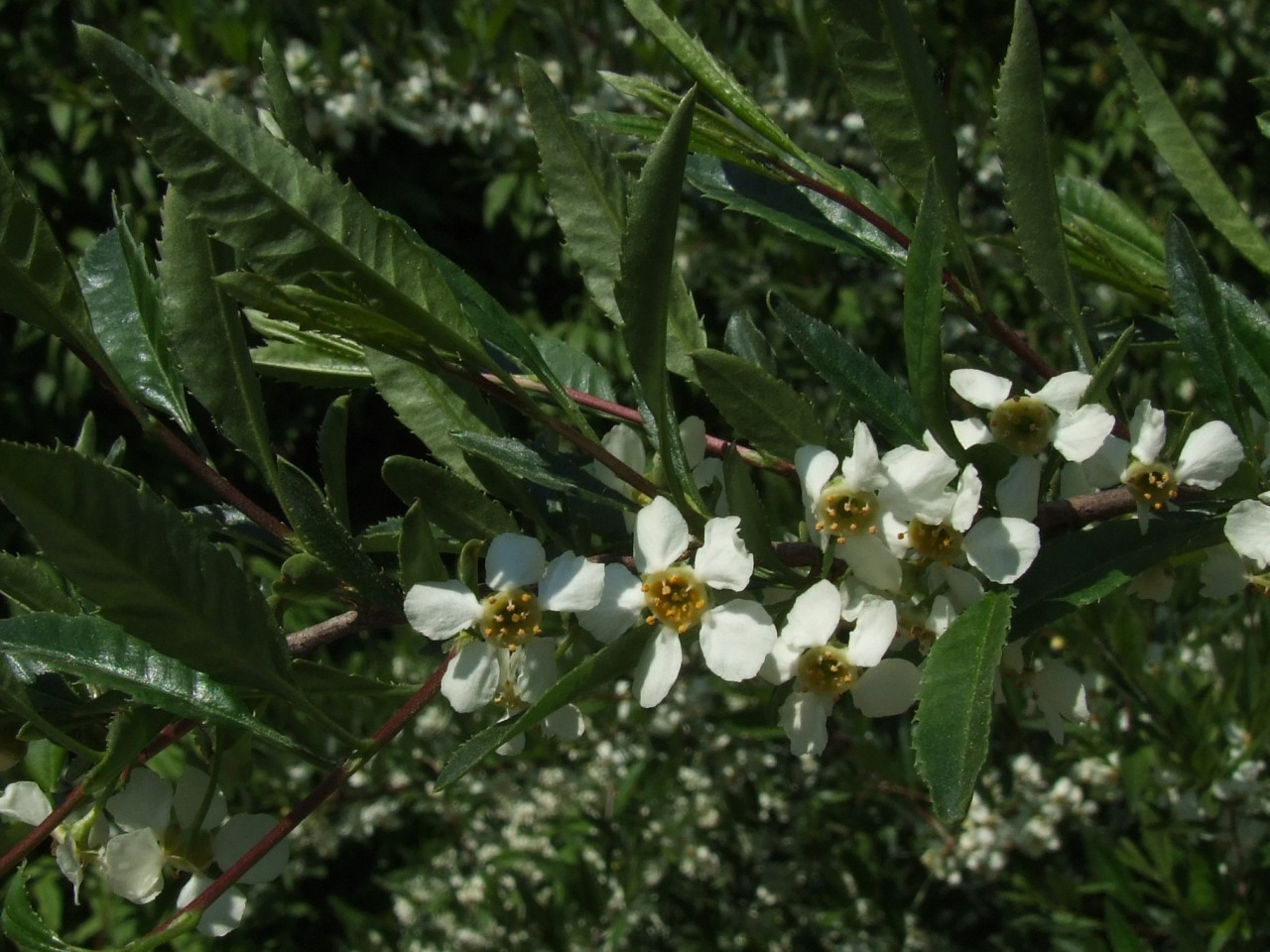
Prinsepia uniflora, décrit en 1892 par Bataline
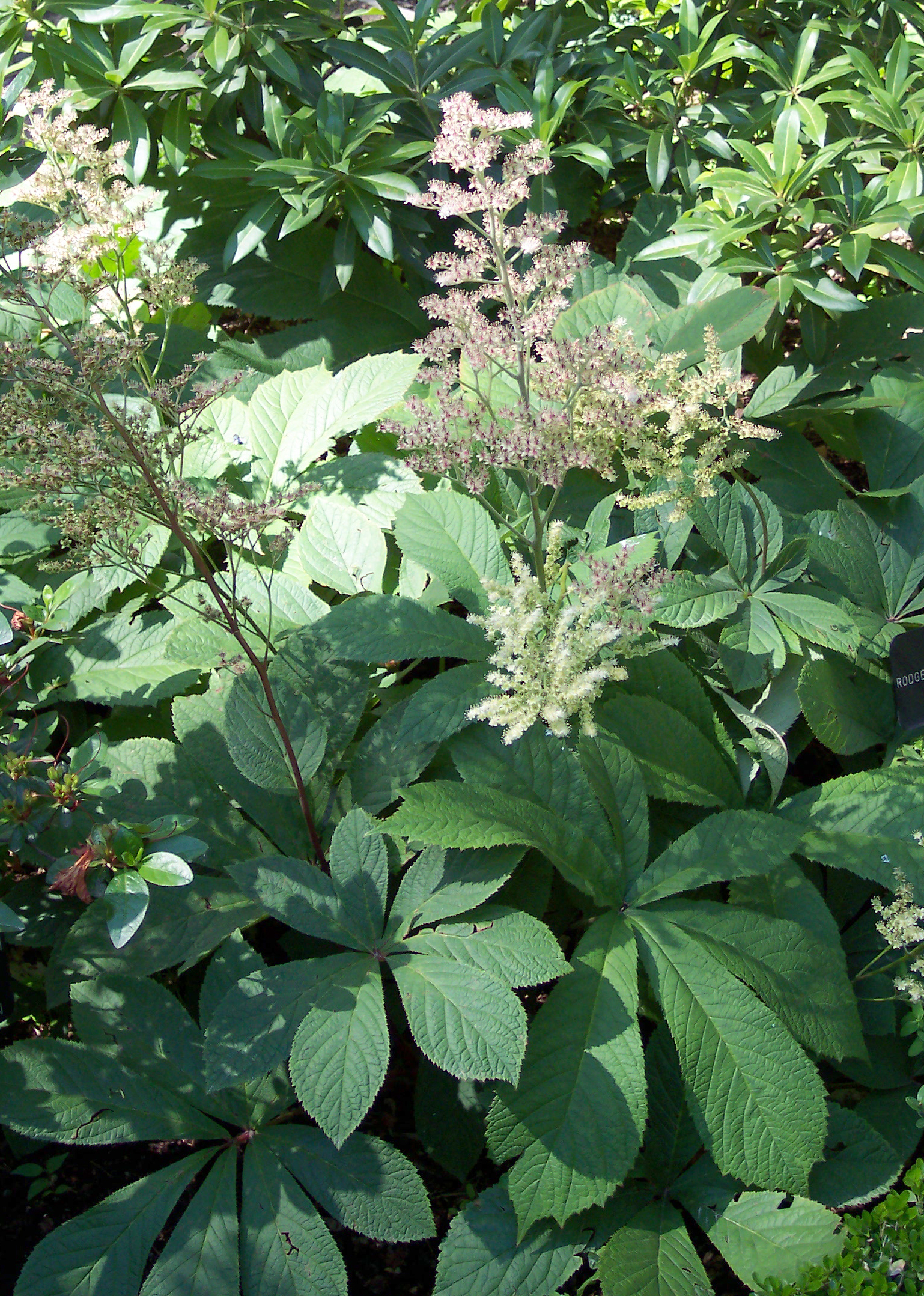
Rodgersia aesculifolia décrit en 1893 par Bataline
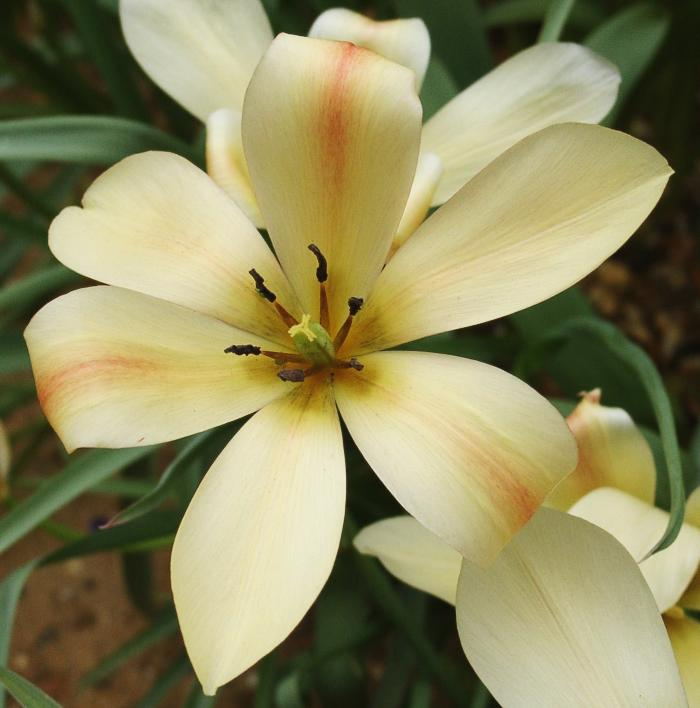
Tulipa batalinii

## Hommages
Parmi les plantes nommées en son honneur, on peut citer:
- Agropyron batalinii Roshev.
- Cattleya batalinii Sander & Kraenzl.
- Cousinia batalini C.Winkl.
- Delphinium batalinii Huth
- Dracocephalum batalinii Krasn. ex Lipsky
- Elymus batalinii (Krasn.) Á.Löve
- Elytrigia batalinii (Krasn.) Nevski
- Kengyilia batalinii (Krasn.) J.L.Yang, C.Yen & B.R.Baum
- Kengyilia batalinii (Krasn.) S.L.Chen
- Prunus batalinii Koehne
- Triticum batalinii Krasn.
- Tulipa batalinii Regel

## Source
- (ru) Cet article est partiellement ou en totalité issu de l’article de Wikipédia en russe intitulé « Баталин, Александр Фёдорович » (voir la liste des auteurs).